# トリグラーニット
トリグラーニット（ハンガリー語: TriGránit）とは、ヨーロッパ有数のデペロッパー会社である。

## 概要
現在までに20兆ユーロ程度の開発計画を行っており、中東欧を中心に進出している。ハンガリーでの開発を成功させた後に、ポーランド、スロバキア、ルーマニアに進出、そして更に、セルビア、クロアチア、スロベニア、モンテネグロ、ロシア、ウクライナを中心に拡張していく計画である。
社の最も中核となる方針は、近郊地域に於ける複合施設、「シティ・センター」開発計画である。トリグラーニット社はまた、賞を取ったショッピングセンター開発、オフィス、ホテル、住居、ウォーターリゾート、文化的施設等を含む開発の先駆けとなった。
その様式化された商業的な開発計画の一方、パブリック・プライベート・パートナーシップ計画に於いても、先駆けの会社の一つとなっている。

## 開発地
- バンク・センター - ハンガリー、ブダペスト、1996年開業
- ポールシュ・センター - ハンガリー、ブダペスト、1996年開業
- ウェストエンド・シティ・センター - ハンガリー、ブダペスト、1999年開業
- ポールス・シティ・センター - スロバキア、ブラチスラヴァ、2000年開業
- ミレニアム・タワー - スロバキア、ブラチスラヴァ、2001年開業
- ナショナル・シアター - ハンガリー、ブダペスト、2002年開業
- ミレニアム・タワーII - スロバキア、ブラチスラヴァ、2003年開業
- ドナウ・ペシュト・リサイデンスイズ - ハンガリー、ブダペスト、2005年開業
- ブダペスト人文科学館 - ハンガリー、ブダペスト、2005年開業
- シレジア・シティ・センター -ポーランド、カトヴィツェ、2005年開業
- ミレニアム・タワーI - ハンガリー、ブダペスト、2006年開業
- ポールス・センター - ルーマニア、クルジュ＝ナポカ、2007年開業
- ナベレヂェニェ・チェルニI - ロシア、2007年開業
- レイクサイド・パークI -  スロバキア、ブラチスラヴァ、2008年開業
- ミレニアム・タワーII - ハンガリー、ブダペスト、2008年開業
- ミレニアム・タワーIII - ハンガリー、ブダペスト、2008年開業
- ボナルカ・シティ・センター - ポーランド、クラクフ、2009年開業
- ココ・ド・マル - セイシェル、2010年開業
- アリーナ・センター・ザグレブ - クロアチア、ザグレブ、2010年開業
- ポールス・センター - ルーマニア、ブラジョヴ、2011年開業

## 賞
- 2008年
  - ハンガリーCiJ賞
    - 最良デベロッパー賞 (TriGránit)
    - 最優秀開発賞 (Millennium City Center)

  - CNBC欧州不動産賞:ハンガリー最優秀開発賞(Duna-Pest Residences)ポーランド最優秀開発賞 (Oak Terraces)
- 2007 
  - CEPIF / IHT: 中東欧最優秀小売開発業者 (WestEnd City Center)、中東欧最優秀旅館開発賞 (Hilton Budapest WestEnd)
- 2006 
  - FIABCI Prix d’Excellence: 最優秀文化建築 (Palace of Arts)
- 2005
  - 中東欧最優秀賞
  - 中東欧居住開発賞 (Duna-Pest Residences)
  - 中東欧商業開発賞 (Silesia City Center)
  - 中東欧創造開発賞 (Silesia City Center)